# Mátray László (szakíró)
Mátray László (Nagyvárad, 1943. május 31. – 2023. november 27.) magyar színházi szakíró, színész-rendező, előadóművész, író, Mátray Erzsébet testvére. Írói álnevei: Farkas Márton, Kovács Loránd.

## Élete
Szülővárosában érettségizett (1961), majd a Szentgyörgyi István Színművészeti Főiskolán végzett (1967). A Temesvári Állami Magyar Színház tagja. Első írása az Utunkban jelent meg (1968), színházi tárgyú cikkeit A Hét, Utunk, Művelődés, Hargita, Szabad Szó közölte; szatíráit álnéven az Új Életben jelentette meg.
Ezek pályafutásának sikeres állomásai. Versmondó anyagából az Electrecord egy nagylemezre való Szilágyi Domokos-válogatást jelentetett meg (1982). Lírai önvallomása A színész magányossága címmel A Hét 1982-es évkönyvében olvasható.
A magyar kisebbség temesvári ünnepségein szavalataival szerepel. Bekapcsolódott a temesvári Csiky Gergely Színház Stúdiótermében a Lektűr színpad tevékenységébe. 2002-ben a temesvári március 15-i ünnepségen Petőfi Sándor Nemzeti dal című költeményét szavalta.

### Irodalmi előadóestjei
- Ifjúságunk hatalom (a második Forrás-nemzedék versei, 1972)
- Férfinapló (In memoriam Radnóti Miklós, Bokor Ildikóval, 1974)
- Petőfi-Ady est (Thalia-rendezvény, 1977)
- Egyenes beszéd (In memoriam Szilágyi Domokos, 1970)

## Kötetei
- Séta saját séróm körül. Temesvár, Marineasa Kiadó, 2006[6][7]
- Összes kutyáim. Négy igaz történet négylábú barátaimról; Temesvár, 2006. Marineasa Kiadó[8]
- E-Fauszt avagy egy magányos öregúr csodálatos kalandjai a számítógéppel. Valóság(os esszé)-regény a XXI. század elejéről; Temesvár, 2007, Marineasa Kiadó
- Az agglegény visszatér. Temesvár, 2007, Marineasa Kiadó
- Olvasni veszélyes. Banális bűnügyi beszély; Marineasa, Temesvár, 2008
- Hinnivaló világ. Temesvár, 2009, Marineasa Kiadó
- Mint a medvék... Temesvár, 2011, Marineasa Kiadó
- Kapcsolt könyvek. Temesvár, 2013, Marineasa Kiadó
- Thespis (billegő) kordéján 2015, Gordian Kiadó

## Díjak, elismerések
- 2004: Temes Megyei Tanács Pro Cultura-díj[9]
- 2009: Kovács György-díj[10]